# Roberto Colciago
Roberto Colciago (Saronno, 4 aprile 1968) è un pilota automobilistico italiano.

## Carriera

### Esordi
Dopo vari anni passati a correre in kart, nel 1987 e poi nel 1989 con l'Euroracing Junior Team giunse al 5º posto nella classifica finale del Campionato italiano di Formula 3 al volante di una Dallara-Alfa Romeo.
Nel 1990 vinse il titolo al volante di una Reynard-Alfa Romeo. Passò quindi alla Formula 3000 nel 1991 per poi ritornare in Formula 3 fino al 1994.

### Campionato Italiano Superturismo
Fece il suo debutto nel Campionato Italiano Superturismo 1995 al volante di una Opel Vectra GT preparata dal team R.C. Motorsport cogliendo una sorprendente vittoria sul tracciato di Monza.
L'anno seguente vinse il titolo fra i piloti privati con un'Alfa Romeo 155 ts della E.C. Motorsport, ottenendo 10 vittorie su 20 gare. Si classificò anche al 5º posto della graduatoria generale, battendo oltretutto Gordon De Adamich, pilota ufficiale Alfa Romeo, anche lui al volante di una 155 ts
Nel 1997 il team E.C. Motorsport schierò una Honda Accord acquistata dall'Inghilterra per Roberto Colciago; gli organizzatori, preoccupati che potesse ripetersi il dominio dell'anno precedente nel campionato riservato ai piloti privati, ma non potendolo comunque iscrivere fra i piloti ufficiali visto che la Honda Italia non pagò l'iscrizione al campionato, furono costretti a creare una categoria "su misura" per Colciago, quella dei piloti "Indipendenti", che disponevano di abilità e mezzi superiori ai piloti privati, ma che non potevano essere iscritti fra gli ufficiali; oltre a Colciago solo Maurizio Flammini venne iscritto come indipendente, ma senza ottenere i medesimi risultati. Già nel corso del primo appuntamento di Monza, Colciago ottenne buoni risultati: al termine delle qualifiche fu terzo, subito dietro ai due piloti della BMW Italia, Emanuele Naspetti e Fabrizio De Simone. Dopo un ritiro in gara 1, Colciago rimontò dal fondo dello schieramento fino a giungere secondo assoluto. Nel corso dell'anno rimase fra i piloti di testa del campionato. Sul tracciato di Imola passò al comando della gara fino a quando non entrò in collisione con De Simone. Nel corso della stagione la differenza di mezzi rispetto ai team ufficiali di Alfa Romeo, BMW ed Audi si fece più evidente: il team fu costretto a saltare addirittura la trasferta in Sicilia di Pergusa. Terminò in 7ª posizione in campionato, subito dopo i 6 piloti ufficiali, e vinse il trofeo per i piloti indipendenti.
Nel 1998 la E.C. Motorsport non si ripresentò nel campionato italiano e Colciago rimane senza una guida fissa. Venne ingaggiato come terzo pilota ufficiale BMW Italia sul finire della stagione, cogliendo due podi nella gara di casa, sul tracciato di Monza.
Rimasto nel campionato italiano Superturismo, seppur inserito tra i piloti privati, nel 1999 passò al team A.G.S. Motorsport di Guido Tritto che schierava una vecchia Audi A4 Quattro (vettura che aveva esordito per la prima volta nel campionato nel 1995). Colciago ottenne 4 vittorie ed arrivò all'ultima gara di Vallelunga ancora matematicamente in corsa per il titolo. Alla fine concluse 3º, dietro Fabrizio Giovanardi ed Emanuele Naspetti, risultando comunque il migliore tra i piloti privati. Il 1999 fu l'ultimo anno del Campionato Italiano Superturismo.

#### ESTC e i titoli in STCC
Per il 2000 i team italiani organizzano in proprio una serie su scala europea, la ESTC, che fu il primo passo per la creazione dell'ETCC e di ispirazione per il mondiale WTCC. Roberto Colciago guidò ancora la stessa Audi A4 della A.G.S. Motorsport e risultò tra i protagonisti del campionato. Alternò grandi vittorie a gare caratterizzate da eventi sfortunati: ottenne in tutto 5 successi assoluti e fu 6º in campionato.
Anche per il 2001 partecipò alla serie europea sempre alla guida della solita Audi A4 della A.G.S. Motorsport. Ottenne solo 2 vittorie in campionato e, a causa dell'anzianità della macchina, collezionò parecchi ritiri. In campionato fu ancora 6º assoluto.
Oltre che nel campionato europeo venne anche ingaggiato dalla KMS per disputare alcune prove del campionato di superturismo svedese STCC, sempre al volante di una Audi A4 Quattro. A fine anno, nonostante non conoscesse la maggior parte dei tracciati, riuscì a laurearsi campione. Rimasto nella categoria anche l'anno seguente, riuscì a bissare il successo.

#### Campionato Italiano Turismo Endurance
Nel 2009 vinse il Campionato Italiano Turismo Endurance a bordo di una Seat Leon preparata da Seat Sport Italia contro piloti quali Beppe Gabbiani, Necchi e Cappellari. Al suo fianco venne confermata Valentina Albanese che corse nella categoria Diesel dove vinse anche lei il titolo.